# Day One: Garry's Incident
Day One: Garry's Incident est un jeu de survie sur PC développé et publié par Wild Games Studio à Mascouche, Québec, Canada et sorti le 25 septembre 2013. Le jeu a reçu des critiques principalement négatives de la part des critiques, notamment de TotalBiscuit, qui a publié sa critique sur YouTube ; Wild Games Studio a ensuite fait retirer la vidéo en utilisant le système automatisé de plaintes pour copyright du site. En réponse, TotalBiscuit a mis en ligne une réponse/vidéo de suivi affirmant que la plainte pour violation des droits d'auteur faisait partie d'une tentative délibérée de censurer les critiques en ligne. Après avoir reçu une attention négative pour leur plainte, les développeurs du jeu se sont excusés et ont retiré leur plainte. Les développeurs ont également été accusés d'avoir orchestré une campagne de désinformation en postant de fausses critiques en ligne sur le site Metacritic.

## Synopsis
Le protagoniste de Day One : Garry's Incident est Garry Friedman, un pilote britannique d'âge moyen, dont la femme et la fille ont récemment été tuées dans un accident. Déprimé par la mort des membres de sa famille, Garry commence à boire beaucoup et à accepter des missions dangereuses. Alors qu'il transporte des marchandises pour un centre de recherche dans le parc national de Yellowstone, la caldeira de Yellowstone entre en éruption, ce qui lui fait perdre le contrôle de l'avion. Un artefact dans la cargaison le transporte dans la forêt amazonienne, où il découvre une ancienne civilisation et lutte pour sa survie.

## Système de jeu
Le gameplay consiste principalement à combattre divers ennemis, principalement des tribus humaines indigènes, dans un environnement de jungle, en utilisant une variété d'artefacts, d'armes de mêlée et d'armes à feu. Un système rudimentaire pour manger et boire est également présent. Cependant, en raison de la présence extrême de bugs, aucune information plus approfondie n'est disponible, car il est très peu probable que quelqu'un ait joué au jeu plus longtemps que cela.

## Accueil

### Controverse

#### Conflit avec TotalBiscuit
Le 1er octobre 2013 John Bain, un critique de jeux vidéo connu en ligne sous le nom de TotalBiscuit, The Cynical Brit, a publié une critique de Day One : Garry's Incident sur YouTube, affirmant que le jeu était "horrible". Le développeur du jeu, Wild Games Studio, a accusé John Bain d'avoir violé ses droits d'auteur. La société a fait valoir que John Bain n'aurait pas dû être en mesure de gagner des revenus publicitaires à partir d'une vidéo basée en grande partie sur des séquences de gameplay de leur travail protégé par le droit d'auteur. Ils ont déposé une plainte pour violation du droit d'auteur par le biais de YouTube et la vidéo a été retirée par son système de retrait automatique.
Cela a conduit à des accusations selon lesquelles la société abusait du système de droits d'auteur de YouTube dans une tentative délibérée de censurer les critiques en ligne. Des utilisateurs de Steam et des critiques professionnels ont souligné que presque toutes les critiques de jeux vidéo en ligne sont financées par la publicité et présentent du contenu de jeu,. Les critiques ont également noté qu'aucune autre critique en ligne du jeu n'avait reçu de traitement similaire. Il a également été souligné que de nombreux utilisateurs de Steam avaient des critiques similaires envers la qualité du jeu. John Bain a publié par la suite une vidéo en réaction, qui a atteint deux millions de vues en trois jours, où il a accusé Wild Games Studio d'abus des lois sur le droit d'auteur pour censurer ses critiques. Il a également accusé l'entreprise d'avoir manipulé sa campagne Kickstarter pour faire croire qu'elle avait plus de soutien qu'elle n'en avait en demandant au PDG de l'entreprise de promettre 10 000 $ d'avance, et en demandant à d'autres de promettre des montants élevés et de les retirer plus tard,.
Selon TechDirt, l'incident était un exemple de l'effet Streisand, selon lequel les tentatives de censure des critiques ne font qu'attirer davantage l'attention sur celles-ci. En réaction aux protestations contre ses tactiques dans les communautés en ligne, Wild Games Studio s'est excusé et a retiré sa plainte pour violation du droit d'auteur,.

#### Accusations de manipulation sur Metacritic
Wild Games Studio a également été accusé d'astroturfing ; en postant de faux avis sur Metacritic pour augmenter la note moyenne des avis du jeu. Les critiques ont noté qu'un grand nombre de comptes récemment créés ont donné des avis positifs au jeu sans rien poster d'autre sur le site. Le studio a nié être impliqué et a suggéré qu'il pourrait avoir été l'un des nombreux joueurs qui les ont contactés en leur proposant de les "aider" contre les critiques négatives en ligne.